# 泊川 (秋田県)
泊川（とまりがわ）は、秋田県北西部に位置する八峰町にある河川。白神山地を水源とし、日本海へと流れ込む。
上流の渓相のまま海へ流れ込むため、河口でもイワナが見られる。五能線の鉄橋をくぐって奥へ進むと手つかずの渓谷が続き、尼子岩伝説のある岩などの景色も見られる。
座標: 北緯40度21分09秒 東経140度01分31秒 / 北緯40.3524度 東経140.0252度